# Romankenkius pedderensis
Romankenkius pedderensis é uma espécie de invertebrado da família Dugesiidae. Endêmica da Austrália, onde pode ser encontrada apenas na Tasmânia no lago Pedder. A espécie é considerada como extinta pela União Internacional para a Conservação da Natureza e dos Recursos Naturais desde 1996. Entretanto, espécimes recém coletados foram reportados em 2006. E a existência da espécie foi confirmada em 2012.